# توم بينينغتون
توم بينينغتون (بالإنجليزية: Tom Pennington)‏ هو لاعب كرة قدم أمريكية أمريكي، ولد في 26 نوفمبر 1939 في ألباني في الولايات المتحدة، وتوفي في 4 مارس 2013.

## وصلات خارجية
- توم بينينغتون على موقع مرجع كرة القدم المحترفة.كوم (الإنجليزية)